# Peperomia aguabonitensis
Peperomia aguabonitensis är en pepparväxtart som beskrevs av Truman George Yuncker. Peperomia aguabonitensis ingår i släktet peperomior, och familjen pepparväxter. Inga underarter finns listade i Catalogue of Life.